# NGC 1364
NGC 1364 est une galaxie spirale relativement éloignée et située dans la constellation de l'Éridan. NGC 1364 a été découverte par l'astronome américain Frank Müller en 1886.

## Caractéristiques
Sa vitesse par rapport au fond diffus cosmologique est de  9 239 ± 40 km/s, ce qui correspond à une distance de Hubble de 136,3 ± 9,6 Mpc (∼445 millions d'al).
La classe de luminosité de NGC 1364 est III?.